# Bernert
Bernert je priimek več oseb:    
- Franz Bernert, nemški rimskokatoliški škof
- Fritz Otto Bernert, nemški letalski as